# Jamesia duofasciata
Jamesia duofasciata är en skalbaggsart som beskrevs av Dillon 1952. Jamesia duofasciata ingår i släktet Jamesia och familjen långhorningar. Inga underarter finns listade i Catalogue of Life.